# Luigi Gherardeschi
Luigi Gherardeschi (Pistoia, Toscana, 3 de novembre de 1791 - 1871) fou un compositor

italià de la nissaga dels Gheradeschi. Succeí al seu pare Giuseppe en el càrrec d'organista i mestre de capella de la catedral de Pistoia i va escriure música religiosa i la cantata Cristoforo Colombo. El seu fill Gherard també fou organista i mestre de capella de la catedral de Pistoia.